# Olaf Opal
Olaf Opal (auch O.L.A.F Opal oder Olaf O.P.A.L.; bürgerlich Olaf Wozniak) ist ein deutscher Musikproduzent und lebt in der Nähe von Bochum. Bei vielen seiner Veröffentlichungen ist er auch als Mixer tätig.

## Leben
Olaf Opal begann seine Karriere als Produzent ab Anfang der 1990er Jahre im Punk- und Indie-Bereich (Boxhamsters, Spermbirds, später The Notwist, Naked Lunch u. a.). 1998/99 begann er mit der Liquido-Debütsingle Narcotic und dem anschließenden Album Liquido auch im Popbereich Fuß zu fassen.
Ab 2003 war er jahrelang der Stammproduzent von Juli, mit denen er ihre ersten vier Studioalben Es ist Juli (2004), Ein neuer Tag (2006), In Love (2010) und Insel (2014) erarbeitete. Für die Sportfreunde Stiller (deren EP Thonträger er 1998 ebenfalls produziert hatte) arbeitete er an dem 2006 erschienenen Album You Have to Win Zweikampf mit.
Mit Madsen erarbeitete er die Alben Frieden im Krieg (2008) und Labyrinth (2010). 2010 produzierte auch er das Album Nahaufnahme für Christina Stürmer. Im Jahr 2011 war er für die Band Klee (Album: Aus Lauter Liebe) und die Band Auletta (Album: Make Love Work) als Produzent tätig. Das Album Aus Lauter Liebe produzierte er gemeinsam mit Jochen Naaf. Für Die Sterne produzierte er 2014 deren zehntes Album Flucht in die Flucht. Weitere Künstler, mit denen er als Produzent gearbeitet hat, sind beispielsweise Woods of Birnam, Leslie Clio und Michael Schulte.
Abmischungen erstellte er unter anderem für Polarkreis 18 (Album The Colour of Snow einschließlich der Single Allein Allein) und für Ich + Ich (Alben Ich + Ich und Vom selben Stern).
Für seine Arbeit am Album Neon Golden von The Notwist wurde er mit dem Preis der deutschen Schallplattenkritik ausgezeichnet. 2005, 2007 und 2011 war er in der jeweiligen Produzentenkategorie für einen Echo nominiert.